# RichFaces

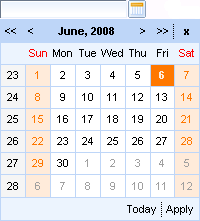

Richfaces es una biblioteca de código abierto basada en Java que permite crear aplicaciones web con Ajax.
Construye sobre el framework de Java Server Faces. Sobre él, implementa unos filtros para permitir peticiones Ajax en la página. La singularidad del planteamiento que ofrece es que la petición Ajax provoca una ejecución en el servidor y finalmente una renderización parcial o total de la página del navegador. Así, el control de lo que sucede está en el servidor.
Richfaces está desarrollado y mantenido por JBoss.